# Esquí alpí als Jocs Olímpics d'hivern de 1988
Als Jocs Olímpics d'Hivern de 1988 celebrats a la ciutat de Calgary (Canadà) es disputaren deu proves d'esquí alpí, cinc en categoria masculina i cinc més en categoria femenina. En aquests Jocs debutà la prova de Suger Gegant i retornà a la competició, després de la seva absència des del 1948, la combinada alpina.
Les proves es realitzaren entre els dies 15 i 27 de febrer de 1988 a les instal·lacions de Nakiska. Hi participaren un total de 272 esquiadors, entre ells 177 homes i 95 dones, de 43 comitès nacionals diferents.

## Resum de medalles

### Categoria masculina
| Prova                  | Or                | Argent           | Bronze              |
| Descens Detalls        | Pirmin Zurbriggen | Peter Müller     | Franck Piccard      |
| Super Gegant Detalls   | Franck Piccard    | Helmut Mayer     | Lars-Börje Eriksson |
| Eslàlom gegant Detalls | Alberto Tomba     | Hubert Strolz    | Pirmin Zurbriggen   |
| Eslàlom Detalls        | Alberto Tomba     | Frank Wörndl     | Paul Frommelt       |
| Combinada Detalls      | Hubert Strolz     | Bernhard Gstrein | Paul Accola         |

### Categoria femenina
| Prova                  | Or              | Argent            | Bronze            |
| Descens Detalls        | Marina Kiehl    | Brigitte Oertli   | Karen Percy       |
| Super Gegant Detalls   | Sigrid Wolf     | Michela Figini    | Karen Percy       |
| Eslàlom gegant Detalls | Vreni Schneider | Christa Kinshofer | Maria Walliser    |
| Eslàlom Detalls        | Vreni Schneider | Mateja Svet       | Christa Kinshofer |
| Combinada Detalls      | Anita Wachter   | Brigitte Oertli   | Maria Walliser    |

## Medaller
| Posició | País          | Or | Argent | Bronze | Total |
| 1       | Suïssa        | 3  | 4      | 4      | 11    |
| 2       | Àustria       | 3  | 3      | 0      | 6     |
| 3       | Itàlia        | 2  | 0      | 0      | 2     |
| 4       | RFA           | 1  | 2      | 1      | 4     |
| 5       | França        | 1  | 0      | 1      | 2     |
| 6       | Iugoslàvia    | 0  | 1      | 0      | 1     |
| 7       | Canadà        | 0  | 0      | 2      | 2     |
| 8       | Liechtenstein | 0  | 0      | 1      | 1     |
| 8       | Suècia        | 0  | 0      | 1      | 1     |
|         |               |    |        |        |       |
| Total   | Total         | 10 | 10     | 10     | 30    |